# Cieśnina Sele
Cieśnina Sele (indonez. Selat Sele) – cieśnina w Indonezji; łączy cieśninę Dampiera z Morzem Seram pomiędzy półwyspem Ptasia Głowa (na wschodzie) i wyspą Salawati (na zachodzie); długość ok. 70 km, szerokość 2–20 km.  
U północnego wejścia do cieśniny leży miasto Sorong.
Powstała podczas ustępowania ostatniego zlodowacenia, oddzielając wyspę Salawati od Nowej Gwinei; w cieśninie liczne wyspy, na jednej z nich port lotniczy Jefman.